# Monmouthi örökség tanösvény

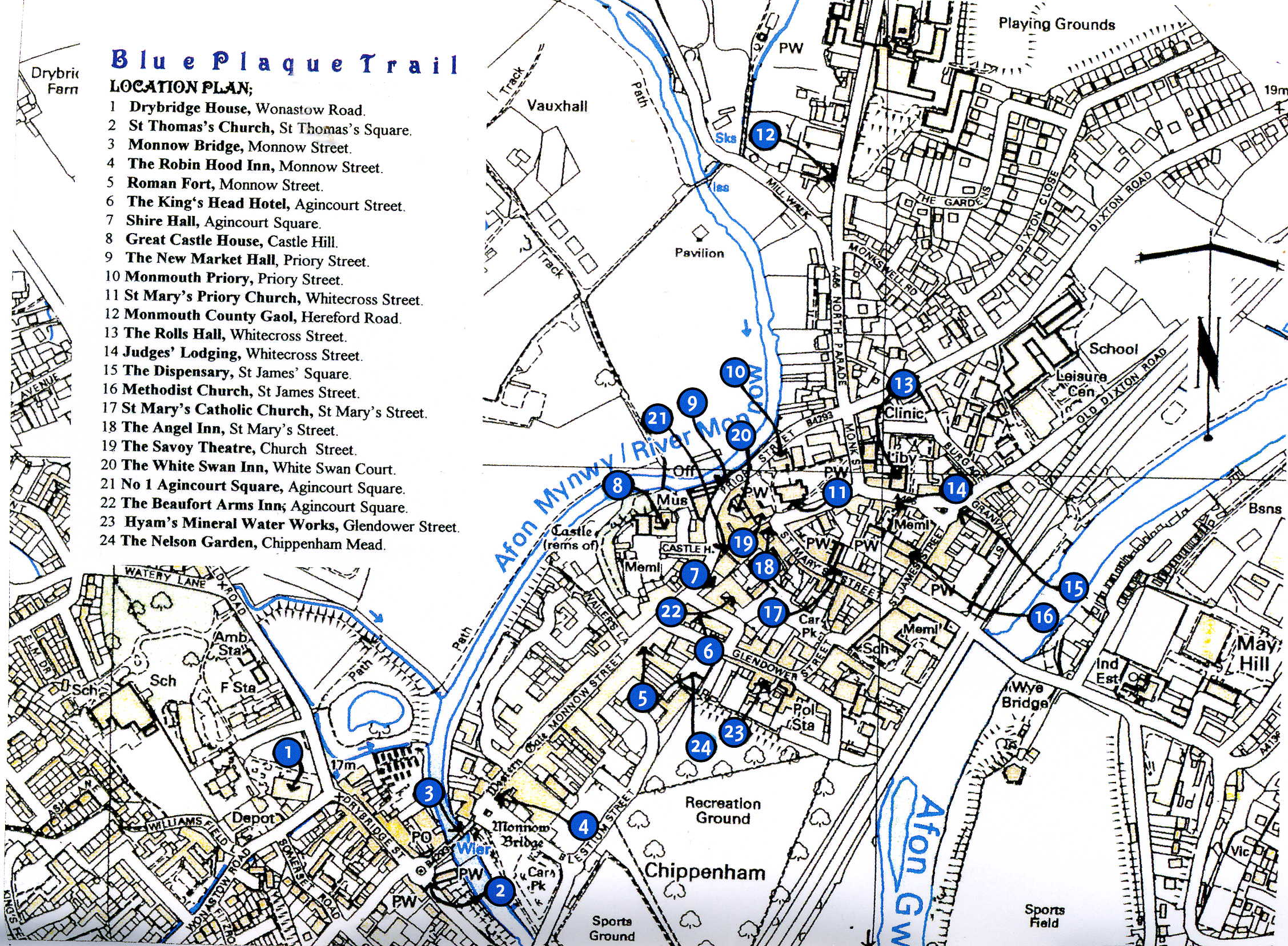
A tanösvény állomásai

A monmouthi örökség tanösvényt a walesi város nevezetes látnivalóinak bemutatására hozták létre.
2004-ben a Monmouth Civic Society huszonnégy épületet jelölt meg kék színű kerámiatáblákkal. Ezeket a chepstowi Ned Heywood készítette, s rajtuk angol és walesi nyelven szerepel az épület rövid története, kiemelve a város történetében játszott szerepét. Az állomások között vannak ismert épületek is, mint például a Shire Hall vagy a Monnow híd, de kevésbé ismert, ám történelmi, művészettörténeti szempontból mégis jelentős épületek is helyet kaptak (metodista templom, Nelson Garden stb.). A tanösvény állomásainak bemutatására egy útikalauz is készült, amely a részletes leírások mellett gazdag képanyaggal is rendelkezik.

## A tanösvény állomásai
| Szám | Épület                        | Kép                             | Dátum         | Koordináták                                                                      | ????? |
| ---- | ----------------------------- | ------------------------------- | ------------- | -------------------------------------------------------------------------------- | --- |
| 1    | Drybridge House               | Drybridge House                 | 1671          | é. sz. 51° 48′ 34″, ny. h. 2° 42′ 23″51.809444°N 2.706389°WDrybridge House       | A Drybridge House 17. századi II* kategóriás monmouthi műemlék épület (British Listed Building). |
| 2    | St. Thomas the Martyr-templom | St. Thomas-templom              | 1170 körül    | é. sz. 51° 48′ 30″, ny. h. 2° 43′ 13″51.808333°N 2.720278°WSt Thomas             | St. Thomas-templom |
| 3    | Monnow híd                    | Monnow Bridge                   | 13. század    | é. sz. 51° 48′ 32″, ny. h. 2° 42′ 12″51.808889°N 2.703333°WMonnow Bridge         | A Monnow híd a walesi Monmouthban íveli át az azonos nevű folyót. Az egyetlen nagy-britanniai középkori híd, amelyiknek kapuháza is fennmaradt. Napjainkban gyalogoshíd, és I. kategóriás brit műemléknek (British Listed Building) számít. |
| 4    | The Robin Hood Inn            | The Robin Hood Inn              | késő középkor | é. sz. 51° 48′ 34″, ny. h. 2° 42′ 09″51.809444°N 2.702500°WRobin Hood Inn        | A The Robin Hood Inn (magyarul Robin Hood fogadó) a walesi Monmouth egyik késő középkori műemlék épülete |
| 5    | Blestium római kori emlékei   | Blestium                        | i. sz. 55     | é. sz. 51° 48′ 34″, ny. h. 2° 43′ 01″51.809444°N 2.716944°WRoman Fort            | Blestium ókori római város, valószínűleg castrum Walesben, az egykori Britannia Superior provinciában. Feltételezések szerint Blestium egy Nero korabeli nagy erődítmény volt, amely a római katonák kivonulása után polgári településsé alakult át. A feltételezések szerint negyedszázaddal korábban létesülhetett, mint az i.sz. 75-ben épített Caerleon. Egyetlen római kori dokumentumban jelenik meg, mégpedig az Itinerarium Antoniniben.        |
| 6    | King’s Head Hotel             | King's Head Hotel               | 17. század    | é. sz. 51° 48′ 42″, ny. h. 2° 42′ 56″51.811667°N 2.715556°WKing's Head           | A King’s Head Hotel a walesi Monmouth központjának egyik jelentős műemléke. A 17. század közepén felhúzott épületben egykoron a város egyik leghíresebb fogadója működött és állítólag I. Károly angol király is megszállt benne 1645-ben. Az épület a város fő terén, az Agincourt Square-en áll, a Shire Hallal szemben, a tér és a Glyndŵr Steet sarkán.                                                                                             |
| 7    | Shire Hall                    | Shire Hall                      | 1724          | é. sz. 51° 48′ 43″, ny. h. 2° 42′ 55″51.811944°N 2.715278°WShire Hall            | A Shire Hall (magyarul megyeháza) a walesi Monmouth központjának egyik jelentős építménye, I. kategóriás brit műemlék (British Listed Building). 1724-ben épület az esküdtszéki bíróság (angolul Assize Court) valamint a monmouthshire-i negyedévi ülészakok (angolul Quarter Sessions) számára. 1840-ben itt zajlott le a chartisták vezérének, John Frostnak a pere, amelyben hazaárulással vádolták meg a newporti lázadásban való részvétele miatt |
| 8    | Great Castle House            | Great Castle Househ             | 1673          | é. sz. 51° 48′ 45″, ny. h. 2° 42′ 59″51.812500°N 2.716389°WGreat Castle House    | A Great Castle House egykori lakóház a monmouthi vár területén. Az épület I. kategóriás brit műemlék (British Listed Building), építészeti szempontból a város egyik legjelentősebb épülete. Az épület az úgynevezett Castle Hillen áll, az egykori vár területén, nem messze a város fő terét jelentő Agincourt Square-től. |
| 9    | Market Hall                   | Market Hall                     | 1830-as évek  | é. sz. 51° 48′ 46″, ny. h. 2° 42′ 55″51.812778°N 2.715278°WMarket Hall           | A Market Hall a walesi Monmouth egyik műemlék épülete. A viktoriánus csarnok 1837–1839 között épült fel a helyi építész, George Vaughan Maddox tervei szerint, a városközpont megújítási terveinek keretén belül. Miután 1963-ban egy tűzvészben súlyosan megrongálódott, csak részlegesen építették újjá a városi múzeum számára (korábban Nelson Museum).                                                                                             |
| 10   | Monmouthi kolostor            | Monmouth Priory                 | 11. század    | é. sz. 51° 48′ 48″, ny. h. 2° 42′ 50″51.813333°N 2.713889°WMarket Hall           | A monmouthi kolostor (angolul Monmouth Priory) a walesi Monmouth egyik műemlék épülete. A kolostort a bencések alapították 1075-ben. Az egykori épületegyüttes számos része napjainkban is áll még. Az évszázadok során többször is átalakították. A 19. században iskola működött falai között, ma közösségi házként használják |
| 11   | Szűz Mária-templom            | St Mary's Church                | 1075          | é. sz. 51° 48′ 47″, ny. h. 2° 42′ 50″51.813056°N 2.713889°WSt Mary’s Church      | A St. Mary-kolostortemplom (angolul St Mary’s Priory Church) a walesi Monmouth egyik anglikán temploma. 1075-ben alapították bencés szerzetesek. Mai formáját a 18-19. századi átalakításoknak köszönheti. A templom II*. kategóriás brit műemléknek (Bristish Listed Building) számít 1952 óta. |
| 12   | Megyei fegyház                | County Gaol                     | 1780-as évek  | é. sz. 51° 49′ 01″, ny. h. 2° 42′ 49″51.816944°N 2.713611°WCounty Gaol           | A megyei fegyház (angolul The County Gaol) a walesi Monmouth egyik műemlék épülete. Az erődített épület Monmouthshire megyei börtöneként szolgált. Az 1850-es évekig mintegy 3000 bűnözőt végeztek ki itt. A fegyházhoz eredetileg egy kápolna, orvosi rendelő, lakóhelyiségek és egy taposómalom is tartozott |
| 13   | Rolls Hall                    | Rolls Hall                      | 1887          | é. sz. 51° 48′ 47″, ny. h. 2° 42′ 42″51.813056°N 2.711667°WRolls Hall            | A Rolls Hall a walesi Monmouth egyik műemlék épülete. A viktoriánus épületben ma a városi könyvtár székel. Az épületet John Maclean Rolls ajándékozta a városnak Viktória királynő trónra lépésének 50. évfordulója alkalmából. Az épület II. kategóriás brit műemlék (British Listed Building) 2005. október 8. óta |
| 14   | Judges’ Lodgings              | Judges' Lodgings                | 18. század    | é. sz. 51° 48′ 47″, ny. h. 2° 42′ 43″51.813056°N 2.711944°WJudges' Lodgings      | A Judges’ Lodgings (jelentése bírák szállása) a walesi Monmouth egyik műemlék épülete. A 18. századi épület a St. James’ Square és a Whitecross Street sarkán áll. Az épület elődje egy 16. századi lakóház volt, amely a 18. század közepén fogadóként üzemelt Labor in Vain néven, legalábbis egy 1756-ból származó okirat tanúsága szerint. Ekkor sörfőzde is üzemelt benne és istállói is voltak.                                                   |
| 15   | The Dispensary                | Dispensary                      | 1860-as évek  | é. sz. 51° 48′ 46″, ny. h. 2° 42′ 38″51.812778°N 2.710556°WDispensary            | A The Dispensary egy György korabeli lakóház a walesi Monmouth központjában. Az épületet a 18. század közepén emelték, a 19. század elején bővítették ki és nyerte el mai formáját. |
| 16   | Metodista templom             | Methodist Church                | 1837          | é. sz. 51° 48′ 44″, ny. h. 2° 42′ 42″51.812222°N 2.711667°WMethodist Church      | A monmouthi metodista templom, a walesi város központjában, a St. James’Street egyik beugró udvarában áll. George Vaughan Maddox tervei alapján épült fel 1837-ben. Többször is átépítették, így az eredeti épületnek mindössze a karzatai, az orgonakarzata és a szószéke maradt fenn. |
| 17   | Szűz Mária-templom            | St Mary's Roman Catholic Church | 1793          | é. sz. 51° 48′ 44″, ny. h. 2° 42′ 47″51.812222°N 2.713056°WSt Mary's R.C. Church | A St Mary-templom (teljes nevén St Mary’s Roman Catholic Church, magyarul Szűz Mária római katolikus templom) templom a walesi Monmouth központjában. A legelső reformáció utáni római katolikus templom Walesben. György korabeli neogótikus stílusjegyeket visel magán. Benjamin Bucknall átépítési munkálatainak köszönhetően viktoriánus vonásai is vannak.                                                                                         |
| 18   | The Angel Hotel               | Angel Hotel                     | 17. század    | é. sz. 51° 48′ 46″, ny. h. 2° 42′ 51″51.812778°N 2.714167°WAngel Hotel           | A The Angel Hotel a walesi Monmouth főutcájának, a Church Streetnek egyik műemlék épülete. Az épület II. kategóriás brit műemléknek (British Listed Building) számít. Az épületet 1700 és 1965 között fogadónak használták és ezzel Monmouth leghosszabb ideig működő hasonló jellegű intézménye volt. |
| 19   | Savoy Theatre                 | Savoy Theatre                   | 19. század    | é. sz. 51° 48′ 46″, ny. h. 2° 42′ 52″51.812778°N 2.714444°WSavoy Theatre         | A Savoy Theatre a walesi Monmouth színháza és mozija egyben. A központban áll, a Church Street sétálóutca mentén. Az épület II*. kategóriás brit műemlék (British Listed Building). 1928-ban építették át és a hagyományok szerint Wales legrégebbi működő színháza. A nézőtér 360 férőhelyes. Egy jótékonysági egyesület üzemelteti |
| 20   | The White Swan Inn            | White Swan Inn                  | 1839          | é. sz. 51° 48′ 34″, ny. h. 2° 43′ 23″51.809444°N 2.723056°WWhite Swan Inn        | A The White Swan Inn vagy más néven White Swan Court a walesi Monmouth egykori fogadója. Az épület II*. kategóriás brit műemlék (British Listed Building) 1952. június 27 óta. |
| 21   | Agincourt House               | Agincourt House                 | 17-19. század | é. sz. 51° 48′ 44″, ny. h. 2° 42′ 55″51.812222°N 2.715278°WAgincourt House       | Az Agincourt House a walesi Monmouth egyik jelentős 17. század eleji favázas épülete. Az épületet többször is átépítették, de az Agincourt térre néző homlokzat oromvédő deszkáján 1624 olvasható. Az évszám két oldalán olvasható iniciálé William Robertsé, akinek unokája újjáépítette a monmouthi Drybridge Houset. |
| 22   | The Beaufort Arms Hotel       | Beaufort Arms Hotel             | 1830-as évek  | é. sz. 51° 48′ 43″, ny. h. 2° 42′ 54″51.811944°N 2.715000°WBeaufort Arms         | A The Beaufort Arms Hotel 18. század eleji fogadó Monmouthban, bár homlokzatát a korai viktoriánus korszak termékeny építésze, George Vaughan Maddox az 1830-as években átalakította. A homlokzat párkánykoszorúján mai is olvasható neve: „The Beaufort Arms” |
| 23   | Hyam’s Mineral Water Works    | Hyam's Mineral Water Works      | 1866          | é. sz. 51° 48′ 39″, ny. h. 2° 42′ 51″51.810833°N 2.714167°WHyam's Water Works    | A Hyam's Mineral Water Works (magyarul Hyam ásványvíz palackozója) a walesi Monmouth egyik műemlék épülete. Egykoron ásványvíz palackozóként üzemelt, napjainkban lakóépület. |
| 24   | Nelson Garden                 | Nelson Garden                   | 1802          | é. sz. 51° 48′ 39″, ny. h. 2° 42′ 56″51.810833°N 2.715556°WNelson Garden         | A Nelson Garden (magyarul Nelson-kert) a walesi Monmouth egyik jelentős kertje. A 19. században alakították ki, nevét Nelson admirális tiszteletére kapta, aki itt teázott 1802-ben. Déli részét az egykori városfalak fennmaradt szakasza határolja, amelyen egy kis földalatti átjárón keresztül közelíthető meg. |